# Ishak Shamoun
Ishak Shamoun, född 25 november 2002, är en svensk fotbollsspelare som spelar för Västra Frölunda IF.

## Karriär
Shamoun började spela fotboll i IFK Göteborg innan han som 12-åring gick till Angered MBIK. Han debuterade som 14-åring för A-laget i division 5. Shamoun spelade 13 matcher och gjorde två mål mellan 2016 och 2017. Inför säsongen 2018 gick han till division 2-klubben Assyriska BK. Under säsongen spelade Shamoun 21 ligamatcher för klubben, varav 11 från start. I februari 2019 blev han klar för spel i IFK Göteborgs U19-lag.
I augusti 2021 skrev Shamoun på för Assyriska IK i Ettan Södra. Han spelade 15 ligamatcher för klubben under hösten 2021. I december 2021 värvades Shamoun av AFC Eskilstuna, där han skrev på ett fyraårskontrakt. Shamoun debuterade i Superettan den 23 april 2022 i en 3–2-vinst över Utsiktens BK, där han blev inbytt i den 90:e minuten mot Abdelkarim Mammar Chaouche.
I februari 2024 värvades Shamoun av FC Trollhättan. I mars 2025 värvades han av division 2-klubben Västra Frölunda IF.